# Choe Yong-rim
Dans ce nom coréen, le nom de famille, Choe, précède le nom personnel.
Choe Yong-rim (en coréen : 최영림) est un homme d'État nord-coréen né le 20 novembre 1930. Il a exercé les fonctions de Premier ministre entre le 7 juin 2010, date à laquelle il est élu à ce poste par l'Assemblée populaire suprême, et le 1er avril 2013, date à laquelle il a été remplacé par Pak Pong-ju. 
La nomination de Choe avait été proposée par la Comité central du Parti du travail de Corée. Il a succédé à ce poste à Kim Yong-il,.